# Schloss Gripsholm
Schloß Gripsholm je západoněmecká romantická komedie, natočená v roce 1963 podle stejnojmenného románu Kurta Tucholskyho z roku 1929. V Československu byl film promítán pod českým názvem Zámek Gripsholm. V hlavní ženské roli se objevila česká herečka Jana Brejchová. Jejího milence si zahrál Walter Giller. 

## Děj
Když spatří mladý spisovatel Kurt (Walter Giller) z okna svého nakladatele krásnou mladou sekretářku Lydii (Jana Brejchová) neváhá ani okamžik: vtrhne do její kanceláře a pozve ji na večeři. Oba od té doby spolu tráví každou volnou chvilku a jednoho dne se mladí milenci rozhodnou pro společnou dovolenou ve Švédsku, což má být splněním jejich životního snu.
Už na lodi plující z Hamburku do Stockholmu jsou oba učarováni krásami moře. Švédskou metropoli však brzy opustí a své hnízdečko lásky naleznou v malebném zámku Gripsholm u jezera Mälaren. Zde si může mladý pár dosyta užít procházek, plavání, smíchu a lásky.
Poté se ohlásí Kurtův přítel Karlchen (Hanns Lothar), veselý, vtipný mladý muž, jenž je Kurtovou milou naprosto nadšem. Nikdy by však nepomyslel na to, aby jakkoliv zasahoval do jeho milostného života. Po jeho odjezdu se ale dostaví nejlepší Lydiina přítelkyně krásná Billie (Nadja Tillerová). Pro Kurta je moderní Billie něčím jako zkušenější variací jeho Lydie. Lydia si Kurtova chování dobře všímá, nedá ale najevo ani kapku žárlivosti a naopak Kurta vybídne, aby se svým citům nebránil.

## Obsazení
- Jana Brejchová - Lydia
- Walter Giller - Kurt
- Hanns Lothar - Karlchen
- Nadja Tillerová - Billie
- Agnes Windeck - paní Kremser
- Carl-Gustaf Lindstedt - pan Bengtson
- Ekkehard Fritsch - turista

## Zajímavosti
- Film se natáčel na originálních místech, včetně švédského zámku Gripsholm, což byla v šedesátých letech pro mladou Janu Brejchovou nevídaná možnost poznat svobodný svět.
- Stejná literární předloha byla zpracována znovu v roce 2000, kdy podle ní natočil režisér Xavier Koller snímek Gripsholm, tentokrát i s původním politickým podtextem.